# Cylindrophyllum obsubulatum
Cylindrophyllum obsubulatum är en isörtsväxtart som först beskrevs av Adrian Hardy Haworth, och fick sitt nu gällande namn av Schwant.. Cylindrophyllum obsubulatum ingår i släktet Cylindrophyllum, och familjen isörtsväxter. Inga underarter finns listade i Catalogue of Life.